# Corpse Bride
Tim Burton's Corpse Bride är en amerikansk stop motion-animerad film från 2005 i regi av Tim Burton och Mike Johnson. Historien utspelar sig i ett fiktivt viktorianskt England och är baserad på en rysk folksaga från 1800-talet, som i sin tur bygger på en ännu äldre judisk berättelse. 

## Handling
Victor Van Dort är en blyg och nervös ung man som har blivit trolovad med den vackra Victoria Everglot. Victorias familj är utfattig, och äktenskapet är menat till att hjälpa dem på fötter igen, även om Everglots inte visar några yttre tecken på fattigdom. Victoria visar sig vara lika nervös inför bröllopet som Victor är och de fattar genast tycke för varandra. Under bröllopsrepetitionerna stakar sig Victor flera gånger när han ska säga sina löften och Victorias familj hotar med att ställa in bröllopet. Victor går ut i skogen för att repetera i fred och ser en konstig gren sticka upp ur marken. Han säger sina löften och använder grenen för att simulera Victorias hand genom att trä på ringen på en av grenarna.
Grenen visar sig dock vara en riktig hand som tillhör en ung kvinna som blev mördad den natt hon skulle gifta sig, och genom att Victor sagt sina löften och gett henne ringen är de nu gifta. Hon tar med sig Victor ner i dödsriket där han träffar liken som tillhör dem som dött i hans by. Victor får reda på Likbruden Emilys historia, att hon förälskat sig i en ung man som lovat henne sin hand, men lurat henne att rymma med honom. När hon väl hade kommit till mötesplatsen hade han dödat henne och tagit de pengar och skatter hon hade med sig.
Victor lyckas få sin nya brud att ta med honom upp till jordytan, där han genast försöker få tag på Victoria. Han lyckas och berättar för henne vad som hänt, men Emily upptäcker honom och tar med honom ner till dödsriket igen. När Victorias familj får reda på att Victor nu är gift ratar de honom och börjar fundera över hur de nu ska hitta någon man till Victoria. Det visar sig dock vara en obefogad rädsla, då lord Barkis Bittern dyker upp vid deras dörr. Bröllopet mellan Barkis och Victoria ordnas genast.
Väl nere i dödsriket försöker Victor vinna tillbaka Emilys förtroende och lyckas. Han får veta att Victoria ska gifta sig med en annan och bestämmer sig för att stanna i dödsriket. För att få vara där måste han dock vara död, och det visar sig att bröllopet mellan Emily och Victor inte är giltigt eftersom han inte var död när det inträffade. Liken och skeletten förbereder genast bröllopet, och dödsfallet, som måste inträffa på jordytan.
Victoria gifter sig med Barkis efter påtryckningar från sina föräldrar, trots att hon älskar Victor. Det visar sig att Barkis har gift sig med Victoria för att få del av hennes släkts förmögenhet, men Victoria berättar för honom att bröllopet var ordnat så att hennes familj skulle överleva.
De döda kommer upp ur jorden och skrämmer slag på byns befolkning. Snart blir liken och skeletten igenkända av sina nära och kära som de lämnat på jorden och de beger sig tillsammans till kyrkan där Victor och Emily ska gifta sig, och där Victor ska dö. Victoria för reda på detta och går till kyrkan. Hon får där bevittna Victor som avger sina löften perfekt, innan han ska avsluta med att dricka en bägare med gift. Emily har dock sett Victoria stå bakom en pelare och inser att Victors död skulle såra någon annan djupt. Hon stoppar Victor precis innan han ska dricka giftet och visar att Victoria står bakom honom. Hon ger henne ett tecken att komma och för samman Victors och Victorias händer.
Barkis kommer in i kyrkan, beredd att döda Victoria, som han hade tänkt göra efter att ha fått händer över hennes familjs pengar. Emily känner genast igen honom som den man hon älskade och som senare dödade henne. Liken och skeletten i kyrkan blir förargade, men kan inget göra då de inte får skada levande. Barkis, som har stridit mot Victor med ett svärd, och slutligen fått order av Emily att ge sig av, skrattar åt dem samtidigt som han ser bägaren. Han tror att den innehåller något läskande och dricker det, men då det är gift dör han omedelbart. Liken och skeletten kan nu hämnas Emily då Barkis inte är levande och de jagar iväg efter honom.
Victor tackar Emily för att hon lät honom stanna med Victoria bland de levande, men hon avbryter honom med att det är hon som ska tacka honom. Genom Victor och genom Barkis död har hon äntligen fått frid, och Emily löses upp i tusentals fjärilar som stiger mot himmelen.

## Röster i urval

### Originalröster
- Johnny Depp - Victor Van Dort
- Helena Bonham Carter - Emily / Corpse Bride
- Emily Watson - Victoria Everglot
- Albert Finney - Lord Finis Everglot
- Joanna Lumley - Lady Maudeline Everglot
- Christopher Lee - Pastor Galswells
- Richard E. Grant - Lord Barkis Bittern
- Tracey Ullman - Nell Van Dort / Hildegarde
- Paul Whitehouse - William Van Dort / Mayhew / Huvudkyparen Paul
- Michael Gough - Gamle Gutknecht
- Enn Reitel - Mask / Nyhetsutropare
- Jane Horrocks - Svart änka / Mrs. Plum
- Deep Roy - General Bonesapart
- Danny Elfman - Bonejangles
- Stephen Ballantyne - Emil

## Stil och produktion
Corpse Bride har stora likheter med Burtons The Nightmare Before Christmas. I Corpse Bride medverkar flera av Tim Burtons gamla vapendragare, Johnny Depp som gör rösten åt huvudpersonen Victor, samt Danny Elfman som komponerat filmmusiken. Filmen gjordes med Burtons dåvarande flickvän Helena Bonham Carter i åtanke, då hon lånar ut sin röst åt filmens andra huvudrollsinnehavare Emily (Corpse Bride).
Filmen går i gotisk stil och gothstilen har mycket gemensamt med den viktorianska stilen; därför döptes två av huvudpersonerna till Victor och Victoria.

### Sånger i filmen
- According to Plan
- Victors Piano Solo
- Remains of the Day
- Tears to Shed
- The Piano Duet
- The Wedding Song